# ケネス・クロンホルム
ケネス・クロンホルム（Kenneth Kronholm、1985年10月14日 - ）は、アメリカ合衆国出身の元サッカー選手。現役時代のポジションはGK。

## クラブ経歴
2003年にVfLヴォルフスブルクのユースチームに加入。2004年よりリザーブチームに昇格。チームはオーバーリーガ・ノルト優勝を果たしたが、クロンホルムに出場機会は無かった。
2005年1月、FCカールツァイス・イェーナに加入し、2004-05シーズンのオーバーリーガ・ノルドストで優勝したが、ここでもリーグ戦での出場機会は無かった。その後、2005年7月にヴォルマティア・ヴォルムスに移籍し、オーバーリーガ・ズュートヴェストで5試合に出場した。
2006年7月、レギオナルリーガ（当時3部）のフォルトゥナ・デュッセルドルフに移籍し、2006-07シーズンに13試合に出場してチームの第1キーパーとなった。しかしその後、懲戒的理由でレギュラーの地位を失い、2007年夏にレギオナルリーガのライバルであるFSVフランクフルトに移籍した。
2007-08シーズンのウィンターブレーク中、イプスウィッチ・タウンFCとハンザ・ロストックのトライアルに参加した。その後、後者と2009年6月までの契約を結んだ。
2009年夏にロストックとの契約が満了した後、レギオナルリーガのSVアイントラハト・トリーアに加入した。翌シーズン、5部リーグのSVヴァルトホーフ・マンハイムに加入。2011年1月、トライアルを経てSSVヤーン・レーゲンスブルクに加入した。しかし、わずか6ヶ月後の2011年夏に契約を解消した。
2011年8月5日にオーバーリーガ・バーデン＝ヴュルテンベルクのVfRマンハイムと契約を結んだ。1年後、ザールラント地域リーグのSVエルフェアスベルクに移籍。クラブはプロリーグである3. リーガ昇格を果たした。2013年7月20日、SVダルムシュタット98戦でプロデビューを果たした。
2014-15シーズンにホルシュタイン・キールに移籍。2016年6月30日までの契約を結んだ。
2019年5月上旬、メジャーリーグサッカーのシカゴ・ファイアーFCに加入。契約は2021年12月31日までで、さらに1年間の延長オプションが付随している。

## 人物
アメリカ・バージニア州にてドイツ人とアメリカ人の両親の元に生まれ、ドイツ・ハイデルベルクで育った。

## タイトル

### クラブ
VfLヴォルフスブルクII
- オーバーリーガ・ノルト: 2003-04

FCカールツァイス・イェーナ
- オーバーリーガ・ノルドスト: 2005-06